# Ernst Kirchbach

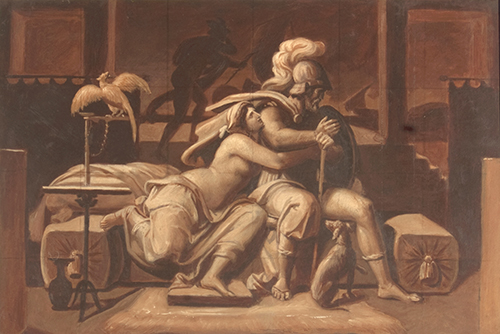
Didon et Enée

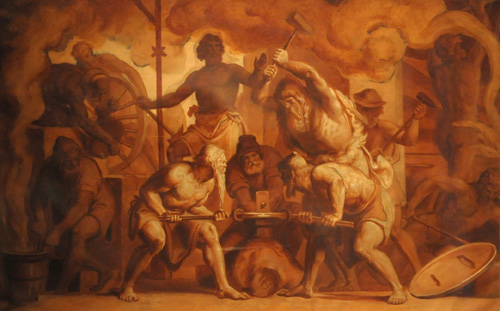
Forge de Vulcain.

Ernst Sigismund Kirchbach ou Ernesto Kirchbach, né le 23 avril 1831 à Meißen et mort le 16 août 1876 à Dresde, est un peintre d'histoire et de portrait allemand, qui est directeur de l'Academia de Pintura à Santiago du Chili.

## Biographie
Il étudie à l'Académie des beaux-arts de Dresde avec Julius Schnorr von Carolsfeld, un peintre de sujets bibliques. Son premier travail important concerne les peintures décoratives de la salle Rubens de l'Académie, réalisées en collaboration avec Carolsfeld.
Après l'échec des révolutions allemandes de 1848-1849, il s'exile à Londres. Là, il a son propre atelier pendant cinq ans; créant des œuvres décoratives dans ce qui est aujourd'hui le Victoria and Albert Museum. Il épouse l'une de ses compagnes d'exil; Emma Schmitthenner-Stockhausen, enseignante de Rhénanie. Le couple a deux fils ; Ernst Wolfgang, qui devient écrivain, et Johann Frank, qui suit les traces de son père en tant qu'artiste. Dès qu'ils le peuvent, ils retournent en Allemagne et s'installent à Dresde. En 1869, il est recruté par Francisco Fernández Rodella, consul général du Chili à Paris, pour devenir directeur de l'Academia de Pintura, succédant à son fondateur, l'artiste d'origine italienne Alejandro Ciccarelli, qui s'est retiré.
Il s'avère être un enseignant controversé. Certains de ses élèves, comme Onofre Jarpa et Antonio Smith, le préfèrent à Ciccarelli et le considèrent comme un progressiste. Un autre de ses élèves, le peintre d'histoire Pedro Lira, écrira plus tard qu'il était bon en dessin, mais nettement déficient en peinture, et qu'il était sujet à des crises de colère. On dit parfois que ses méthodes d'enseignement sont très rigides et que ses élèves ont peu de liberté, mais les mêmes critiques sont adressées à son prédécesseur. Indépendamment de ces opinions, il est un fait que, sous son administration, seuls deux étudiants, Cosme San Martín et Pedro León Carmona (1853-1899), peuvent bénéficier de bourses pour étudier en Europe. Sa passion pour l'art du Moyen Âge et son peu de respect pour les tendances contemporaines y sont peut-être pour quelque chose.
En plus de son travail à l'Académie, il conçoit un plafond pour le théâtre municipal, qui est en cours de reconstruction après un incendie, et peint les portraits de deux présidents chiliens. C'est là que naît son troisième fils, Maximus Paul Ferdinand (1872-1927), qui devient musicien et professeur de musique. À l'expiration de son contrat en 1875, il est en mauvaise santé et retourne en Allemagne où il est remplacé par un peintre d'origine italienne, Juan Mochi. Il meurt l'année suivante, à seulement quarante-cinq ans.
On a dit avec insistance qu'il a lui-même mis fin à ses jours.